# Покрашенный дом
«Покрашенный дом» (англ. A Painted House) — первое произведение Джона Гришэма, не являющееся юридическим триллером. Роман вошёл в список бестселлеров по версии Publishers Weekly за 2001 год.
Сюжет вдохновлен воспоминаниями детства автора, проведённого в Арканзасе. Действие романа происходит во второй половине 1952 года, начиная от позднего лета и заканчивая поздней осенью. Повествование ведется от лица 7-летнего мальчика из семьи хлопкоробов-арендаторов. Семья пытается успеть собрать урожай хлопка до наступления дождей и тем самым расплатиться со своими долгами. События романа переносят главного героя из мира невинности в мир суровой реальности.
27 апреля 2003 телекомпания CBS выпустила телефильм, снятый режиссёром Альфонсо Аррау  по мотивам романа для антологической программы Hallmark Hall of Fame. Сценарист Патрик Шейн Дункан остался верен первоначальному источнику и часто использовал неизменённые диалоги из романа Гришэма. Возраст главного героя был увеличен с 7 лет до 10, была добавлена короткая сцена в конце фильма.

## Описание сюжета

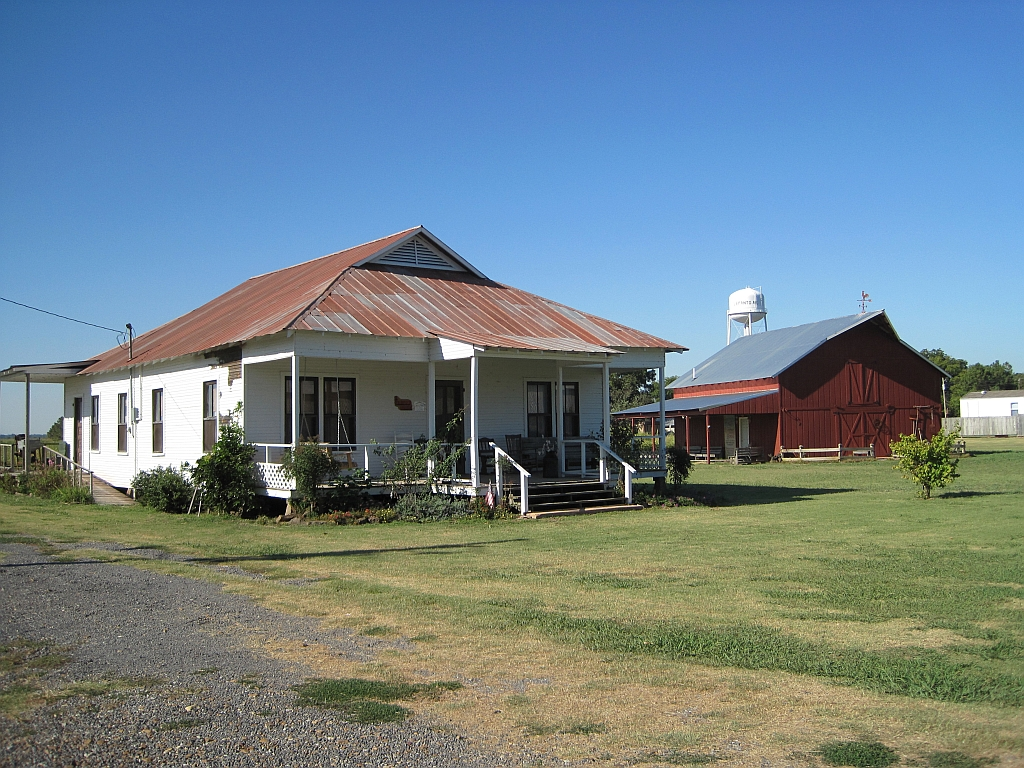
Фильм «A Painted House» программы Hallmark Hall of Fame снимался в этом доме в Лепанто, штат Арканзас

Семья хлопкоробов Чэндлер, арендующих 80 акров земли близ города Блэк-Оук, штат Арканзас, состоящая из 7-летнего мальчика Люка, его родителей и дедушки и бабушки по отцу, пытается успеть собрать урожай хлопка до осенних дождей, чтобы расплатиться с долгами. 
В это время в город на заработки приезжают бригады мексиканцев и семьи жителей гор. Илай Чандлер, патриарх семейства, нанимает бригаду из десяти мексиканцев и семью Спруил. Все поголовно включаются в работу. Однако один из Спруилов — Хэнк — начинает всех задирать, особенно мексиканцев. В ходе традиционной субботней драки за магазином он вмешивается в действо, нокаутирует трёх братьев-издольщиков Сиско и избивает их, лежащих на земле, палкой. Один из Сиско впоследствии умирает от побоев. Помощник шерифа Стик хочет арестовать Хэнка, но Илай требует отложить арест до окончания сбора хлопка. Люк подтверждает версию Хэнка, что палка была у братьев Сиско.
15-летняя дочь издольщиков Лэтчеров рожает ребёнка, женщины Чэндлеров помогают принять роды. Вся округа изнывает от любопытства: кто же отец ребенка. Им оказывается Рикки — младший брат отца Люка, в данный момент воюющий в Корее. Чэндлеры скрывают правду.
На очередной праздник приезжают аттракционы, среди них силач Самсон, вызывающий всех желающих бороться с ним. Тот, кто продержится минуту, выиграет ставку 1 к 10. Хэнк, дождавшись, когда Самсон, победив всех, устанет, ставит 25 долларов и нокаутирует гастролёра. Он выигрывает 250 долларов и вообще отказывается работать, а по ночам не даёт спать мексиканцам, забрасывая их камнями. Илай договаривается со старшим Спруилом, чтобы Хэнк отправился домой. Дождливой ночью Хэнк уходит, но его подстерегает один из мексиканцев по прозвищу Ковбой, закалывает Хэнка ножом, забирает его деньги и топит тело в реке. Люк видит всю сцену, но Ковбой угрожает ему, что зарежет его мать. 
Начинаются дожди, река выходит из берегов, сбор хлопка невозможен. Ковбой убегает в Чикаго с дочерью Спруилов Тэлли. Люк рассказывает Илаю о его проделке, но Илай призывает его унести эту тайну с собой в могилу, ведь «Хэнк получил своё». Люк заканчивает покраску дома, начатую одним из Спруилов.
Дом Лэтчеров оказывается затоплен, их многочисленная семья переселяется в амбар Чэндлеров. Понимая, что здесь нет будущего, Люк и его родители уезжают на север, где родственник обещал отцу место на заводе по производству «Бьюиков».

## Внешние ссылки
- A Painted House (англ.) на сайте Internet Movie Database